# Eulagius chinensis
Eulagius chinensis is een keversoort uit de familie boomzwamkevers (Mycetophagidae). De wetenschappelijke naam van de soort werd in 1996 gepubliceerd door Nikitsky.